# حمام شیخداد
حمام شیخداد مربوط به دوره قاجار است و در یزد، خیابان انقلاب، کوی شیخداد واقع شده و این اثر در تاریخ ۱۰ خرداد ۱۳۸۲ با شمارهٔ ثبت ۹۱۳۹ به‌عنوان یکی از آثار ملی ایران به ثبت رسیده است.